# Elevazione aeroportuale
Per elevazione aeroportuale si intende il valore, espresso in piedi (ft), che indica la quota a cui un aeroporto è situato rispetto al livello del mare. Tale valore, inserito nella carte aeroportuali, risulta essere molto utile in fase di avvicinamento in quanto è l'indicazione che dovrà dare l'altimetro al pilota (con regolazione QNH) nel momento in cui toccherà terra.

## Implicazioni per il volo
L'elevazione aeroportuale ha delle implicazioni per quanto riguarda il volo: in particolare condiziona la corsa di decollo dell'aeromobile e la spinta che il motore deve fornire (Thrust) per raggiungere la velocità di rotazione (Vr).
Infatti all'aumentare della quota diminuisce la densità dell'aria e quindi diminuisce anche la portata del flusso d'aria che investe l'ala dell'aeromobile. Ciò implica conseguenze sulla velocità al suolo (GS) dell'aereo: infatti per ottenere una velocità relativa all'aria sufficiente a generare la portanza, l'aereo avrà bisogno di una velocità al suolo maggiore in alta quota, rispetto a quanta ne avrebbe bisogno al livello del mare. Da qui ne consegue una corsa di decollo più lunga con necessità di piste adeguate al tipo di aeromobile utilizzato.